# Keep the Faith (album Faith Evans)
Keep the Faith – drugi studyjny album amerykańskiej wokalistki R&B Faith Evans wydany w 1998 roku. Album dotarł do 6. miejsca na amerykańskiej liście Billboard 200.

## Lista utworów
1. "Faith (Intro)"
2. "Love like This"
3. "All Night Long" (featuring Puff Daddy)
4. "Sunny Days"
5. "Tears Away (Interlude)"
6. "My First Love"
7. "Anything You Need"
8. "No Way"
9. "Life Will Pass You By"
10. "Keep the Faith"
11. "Special Place (Interlude)"
12. "Never Gonna Let You Go"
13. "Stay (Interlude)"
14. "Caramel Kisses" (feat. 112)
15. "Lately I"

## Single
- Love Like This - wyd. 27 października 1998
- All Night Long - wyd. 2 marca 1999
- Never Gonna Let You Go - wyd. 17 sierpnia 1999
- Lately I - wyd. 1999